# Liste der Biografien/Dec
Liste der Biografien |
Portal Biografien |
Personensuche
# |
A |
B |
C |
D |
E |
F |
G |
H |
I |
J |
K |
L |
M |
N |
O |
P |
Q |
R |
S |
T |
U |
V |
W |
X |
Y |
Z |
?
 
Da |
Db |
Dc |
Dd |
De |
Dg |
Dh |
Di |
Dj |
Dk |
Dl |
Dm |
Dn |
Do |
Dq |
Dr |
Ds |
Du |
Dv |
Dw |
Dy |
Dz
 
De A |
De B |
De C |
De D |
De E |
De F |
De G |
De H |
De J |
De K |
De L |
De M |
De N |
De P |
De Q |
De R |
De S |
De T |
De V |
De W |
De Y |
De Z 

Dea |
Deb |
Dec |
Ded |
Dee |
Def |
Deg |
Deh |
Dei |
Dej |
Dek |
Del |
Dem |
Den |
Deo |
Dep |
Deq |
Der |
Des |
Det |
Deu |
Dev |
Dew |
Dex |
Dey |
Dez
Die Liste der Biografien führt alle Personen auf, die in der deutschsprachigen Wikipedia einen Artikel haben. Dieses ist eine Teilliste mit 440 Einträgen von Personen, deren Namen mit den Buchstaben „Dec“ beginnt.

## Dec
- Dec, Ignacy (* 1944), polnischer Geistlicher, emeritierter römisch-katholischer Bischof von Świdnica

### Deca
- Decaë, Henri (1915–1987), französischer Kameramann
- Decae, Philippe (1923–2012), belgischer Jazzpianist
- Decaen, Charles Matthieu Isidore (1769–1832), französischer General
- Decaen, Claude Théodore (1811–1870), französischer General
- Decahors, Élie (1885–1961), französischer Romanist und Literaturwissenschaftler
- Decaisne, Henri (1799–1852), belgischer Genremaler, Porträtmaler und Historienmaler
- Decaisne, Joseph (1807–1882), französischer Botaniker
- DeCamp, John (1941–2017), US-amerikanischer Anwalt und Politiker
- DeCamp, Joseph (1858–1923), US-amerikanischer Maler
- DeCamp, Rosemary (1910–2001), US-amerikanische Schauspielerin
- Decamps, Alexandre-Gabriel (1803–1860), französischer Maler
- Décamps, Gabriel (* 1999), brasilianischer Tennisspieler
- Décamps, Maurice (1892–1953), französischer Kunstmaler
- Decanali, Fernand (1925–2017), französischer Radrennfahrer
- DeCandido, Keith (* 1969), US-amerikanischer Science-Fiction-Autor
- Decar, Jacob (* 2001), chilenischer Radsportler
- Decar, Michel (* 1987), deutscher Schriftsteller, Dramatiker und Regisseur
- DeCarava, Roy (1919–2009), US-amerikanischer Fotograf
- Decaris, Albert (1901–1988), französischer Maler, Dekorateur und Kupferstecher
- Decarli, Alice (1906–1964), deutsche Schauspielerin, Schnittmeisterin, Rundfunksprecherin und Regisseurin
- Decarli, Bruno (1877–1950), deutscher Schauspieler
- Decarli, Eduard (1846–1903), deutscher Opernsänger (Bass) und Schauspieler
- Decarli, Saulo (* 1992), Schweizer FussballspielerSaulo Decarli (* 1992)

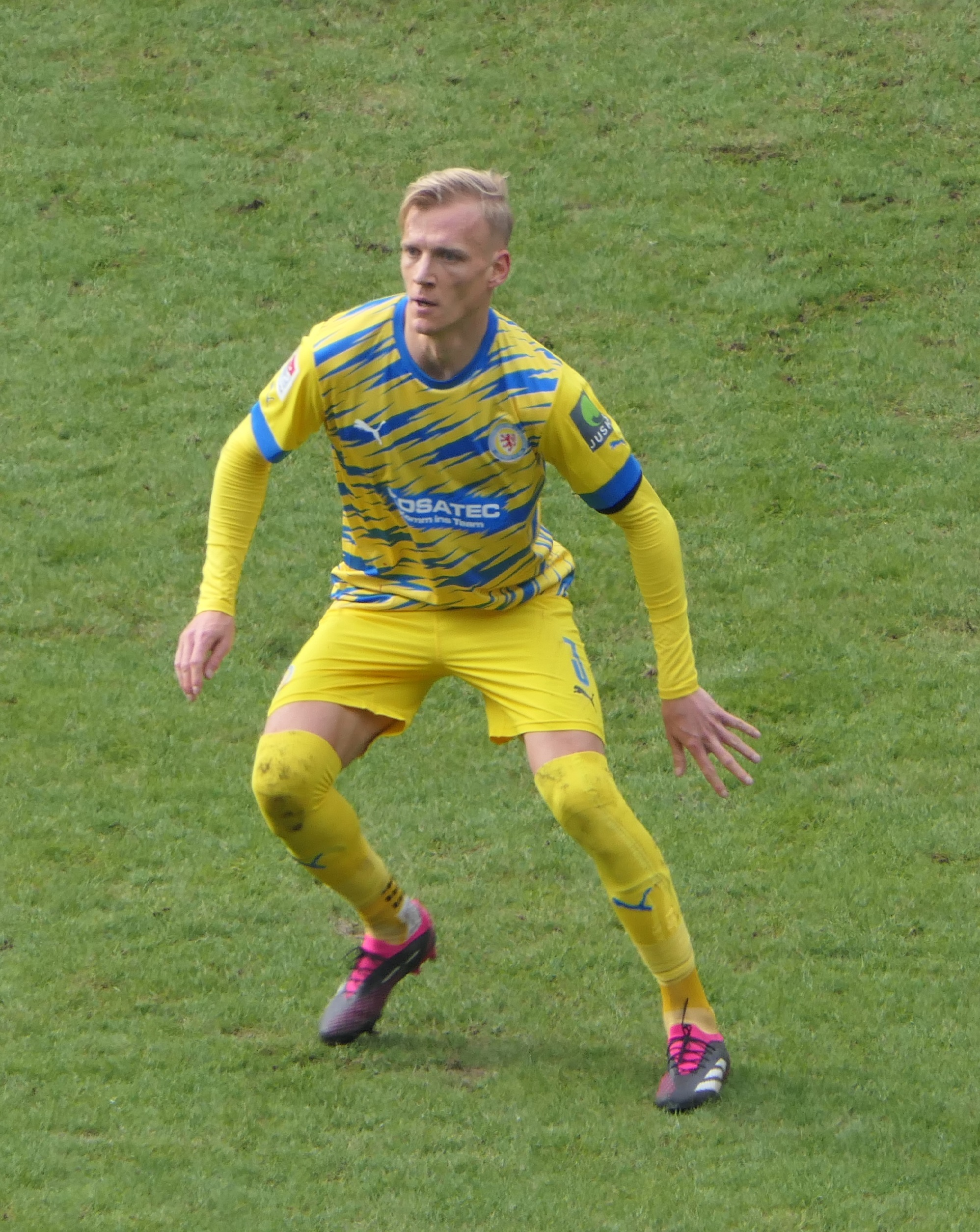
Saulo Decarli (* 1992)

- DeCarlo, Mark (* 1962), US-amerikanischer Schauspieler, Synchronsprecher und Fernsehmoderator
- DeCarlo, Mike (* 1957), US-amerikanischer Comiczeichner
- Decarnin, Christophe (* 1964), französischer Modeschöpfer
- Decaro, Enzo (* 1958), italienischer Schauspieler und Filmregisseur
- Decaroli, Louis (1899–1968), französischer Autorennfahrer
- Decary, Raymond (1891–1973), französischer Botaniker, Ethnologe und Kolonialbeamter
- Decasper, Dario (* 1999), Schweizer Unihockeyspieler
- Decastel, Michel (* 1955), Schweizer Fußballspieler und -trainer
- Decastelo, Eva (* 1978), tschechische Schauspielerin, Model, Hörfunk- und Fernsehmoderatorin, sowie Pornodarstellerin
- DeCastris, Nico (* 1997), kanadischer Schauspieler und ein Model
- DeCastro, David (* 1990), US-amerikanischer American-Football-Spieler
- Decastro, Eric (* 1960), französischer Maler
- Decatur, Stephen junior (1779–1820), Offizier der United States NavyStephen Decatur junior (1779–1820)

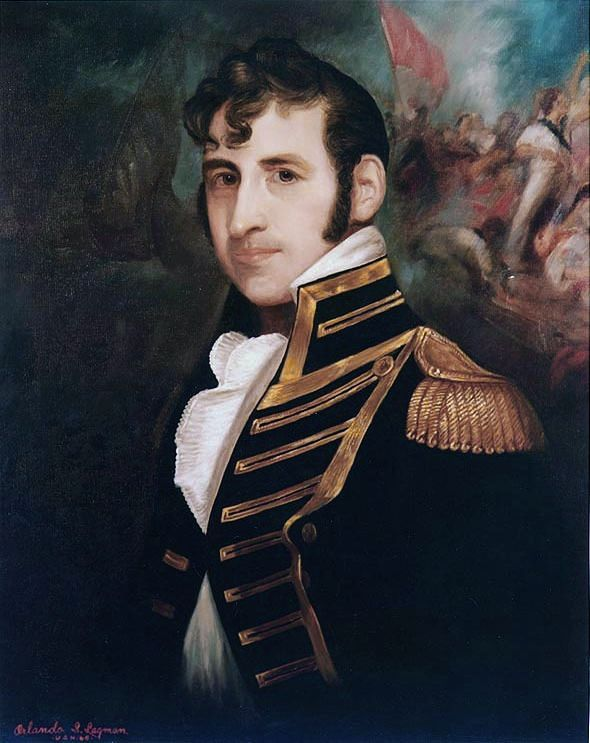
Stephen Decatur junior (1779–1820)

- Decatusus, Tiberius, antiker römischer Toreut
- Décaudin, Michel (1919–2004), französischer Romanist und Literaturwissenschaftler
- Decauville, Émile (1856–1925), französischer Ingenieur, Erfinder, Unternehmer und Bürgermeister
- Decauville-Lachènée, Abel (* 1837), französischer Bibliothekar und Herausgeber von Bibliothekskatalogen
- Decaux, Abel (1869–1943), französischer Komponist, Organist und Musikpädagoge
- Decaux, Alain (1925–2016), französischer Historiker und Moderator
- Decaux, Jean-Claude (1937–2016), französischer Unternehmer
- Decaux, Jean-François (* 1959), französischer Unternehmer
- DeCavalcante, Sam (1912–1997), US-amerikanischer Mobster
- Decazes, Élie (1780–1860), französischer Staatsmann, Herzog von Decazes und Glücksberg
- Decazes, Jean (1864–1912), französischer Segler
- Decazes, Louis (1819–1886), französischer Diplomat und Politiker

### Dece
- Dece, Flavio (* 1993), albanischer Tennisspieler
- Decebalus († 106), dakischer KönigDecebalus († 106)

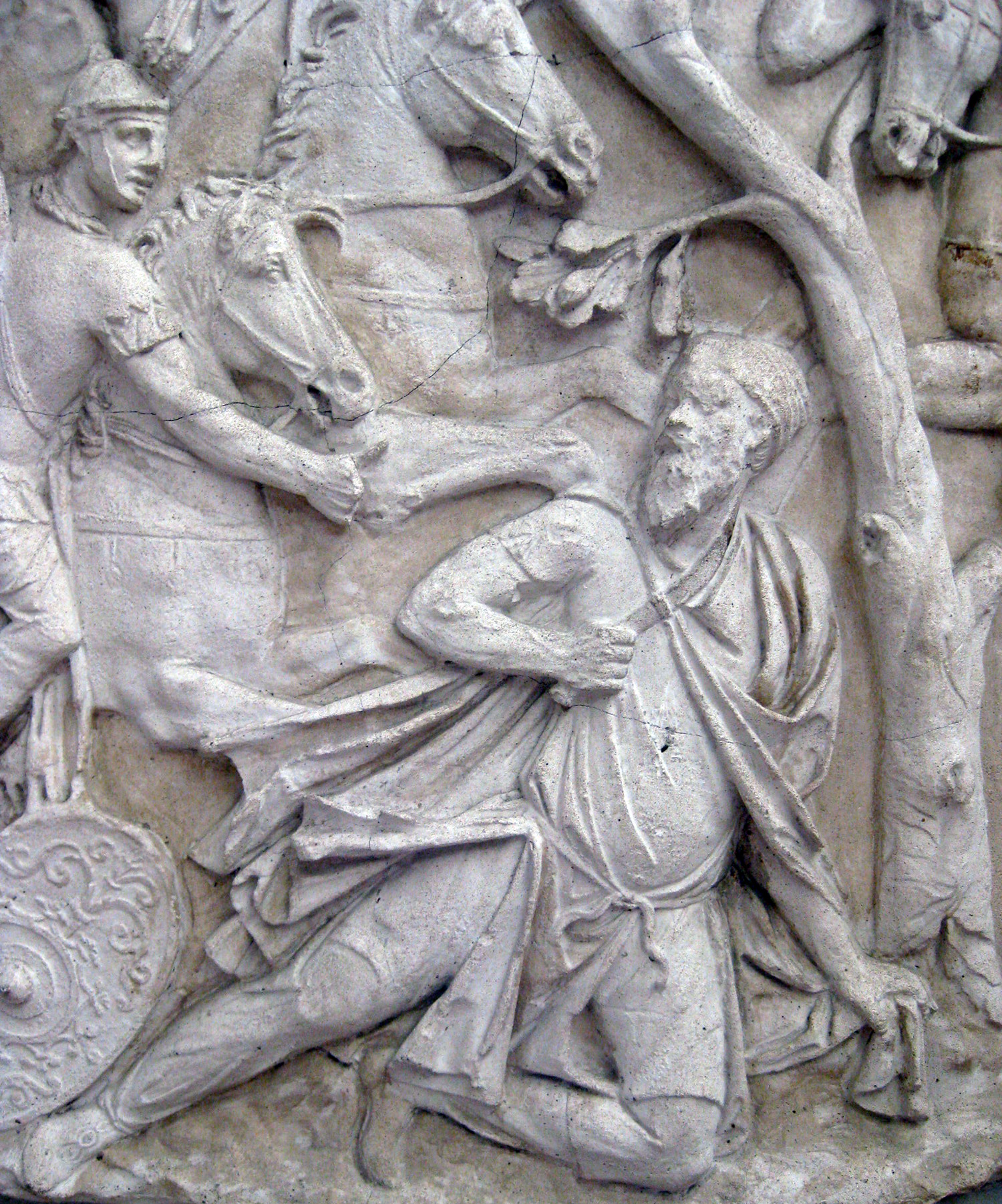
Decebalus († 106)

- Deceja, René (1934–2007), uruguayischer Radrennfahrer
- Decelle, Amélie (* 1980), französische Badmintonspielerin
- Decembrio, Angelo Camillo (* 1415), Übersetzer und Politiker in Mailand
- Decembrio, Pier Candido (1399–1477), Übersetzer und Politiker in Mailand
- Decembrio, Uberto († 1427), Übersetzer und Politiker in Mailand
- Decentius († 353), Bruder des römischen Gegenkaisers Magnentius
- Decerle, Jérémy (* 1984), französischer Landwirt, Gewerkschaftler und Politiker (parteilos), MdEP
- DeCesare, Carmella (* 1982), US-amerikanisches Fotomodell und Wrestlerin
- DeCesare, Kim (* 1991), US-amerikanische Fußballspielerin
- DeCesare, Stephen (* 1969), US-amerikanischer Komponist und Opernsänger (Tenor)
- Decety, Jean (* 1960), französisch-amerikanischer Neurowissenschaftler

### Dech
- Dech, Stefan (* 1960), deutscher Geograph und Hochschullehrer
- Dech, Uwe Christian (* 1959), deutscher Psychotherapeut, Autor und Komponist
- Dech, Walter (1937–2019), deutscher Unternehmer und Präsident sowie Ehrenpräsident der Handwerkskammer der Pfalz
- Decha Moohummard (* 1997), thailändischer Fußballspieler
- Decha Phetakua (* 1983), thailändischer Fußballspieler
- Decha Sa-ardchom (* 1986), thailändischer Fußballspieler
- Decha Srangdee (* 1990), thailändischer Fußballspieler
- Decha, Iryna (* 1996), ukrainische Gewichtheberin
- Dechaine, Mike (* 1987), amerikanischer Poolbillardspieler
- Dechaineux, Emile (1902–1944), australischer Marineoffizier
- DeChambeau, Bryson (* 1993), US-amerikanischer GolfsportlerBryson DeChambeau (* 1993)

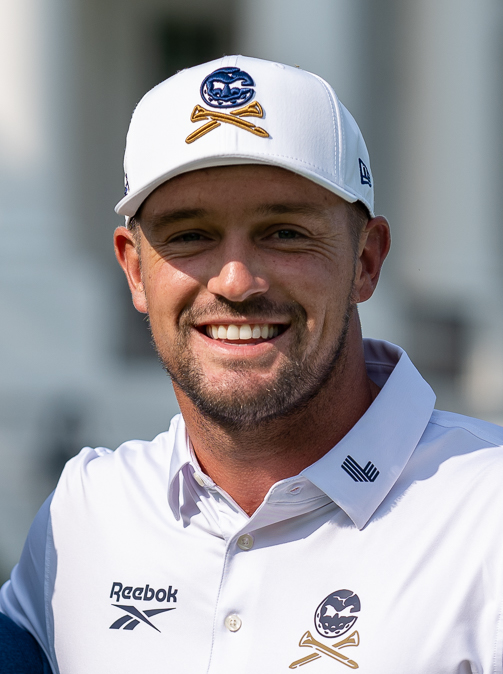
Bryson DeChambeau (* 1993)

- Dechambre, Amédée (1812–1886), französischer Arzt
- Dechambre, Roger-Paul (1935–2016), französischer Tierarzt und Entomologe
- DeChamp, Jim (* 1980), US-amerikanischer Motocrossfahrer, Stuntman und Schauspieler
- Dechamps, Adolphe (1807–1875), belgischer Staatsmann
- Dechamps, Bruno (1925–1992), deutscher Journalist
- Dechamps, Paul (1881–1966), Fabrikant, Kommunalpolitiker
- Dechamps, Philip (* 1989), deutscher SchauspielerPhilip Dechamps (* 1989)

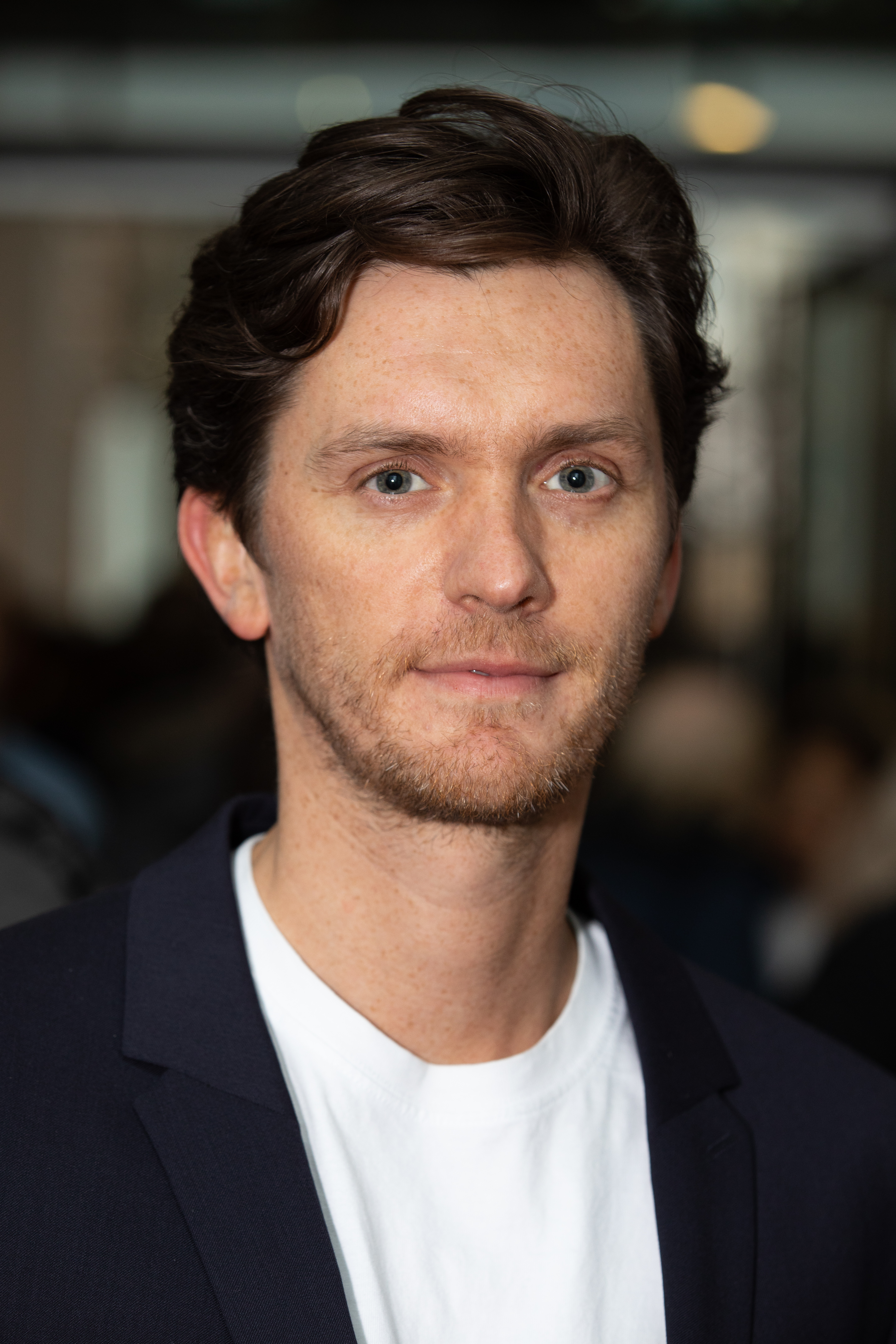
Philip Dechamps (* 1989)

- Dechamps, Victor-Augustin-Isidore (1810–1883), belgischer Geistlicher, Erzbischof von Mecheln und Kardinal der Römischen Kirche
- DeChancie, John (* 1946), US-amerikanischer Fantasy-Autor
- Dechant, Bernhard (* 1976), österreichischer Schauspieler und Regisseur
- Dechant, Georg (1884–1953), österreichischer Politiker (CS), Landtagsabgeordneter
- Dechant, Georg (1893–1978), deutscher Politiker (NSDAP), MdR und SA-Führer
- Dechant, Hermann (* 1939), österreichischer Dirigent, Flötist und Musikverleger
- Dechant, Josef (* 1942), österreichischer Kommunalpolitiker
- Dechant, Klaus (1928–2020), deutscher DBD-Funktionär
- Dechant, Lutz (* 1948), deutscher Schauspieler und Autor
- Dechant, Thomas (* 1968), deutscher Politiker (FDP), MdL Bayern
- Dechart, Bryan (* 1987), US-amerikanischer Schauspieler und Synchronsprecher
- Dechartre, Philippe (1919–2014), französischer Politiker, Mitglied der Nationalversammlung und Staatssekretär
- Dechasa, Shumi (* 1989), bahrainischer Langstreckenläufer
- Dechaume-Balleret, Alexia (* 1970), französische Tennisspielerin
- Decheiver, Harry (* 1970), niederländischer Fußballspieler
- Dechel, Thomas (* 1992), österreichischer Eishockeytorhüter
- Déchelette, Joseph (1862–1914), französischer Archäologe
- Déchelette, Louis Auguste (1894–1964), französischer bildender Künstler
- Dechen, Ernst Heinrich von (1800–1889), deutscher Bergbaukundler und Geologe, Professor und Oberberghauptmann
- Dechen, Karl Gottlieb von (1644–1719), preußischer Generalmajor und Kommandant von Frankfurt (Oder)
- Dechen, Pema (1918–1991), Königsgemahlin von Bhutan
- Dechen, Theodor von (1794–1860), preußischer Generalmajor, Festungsinspekteur für Köln, Wesel und Kolberg
- Déchenaud, Adolphe (1868–1926), französischer Porträt- und Genremaler
- Dechend, Hans (1849–1932), preußischer Major und Militärschriftsteller
- Dechend, Hermann von (1814–1890), erster deutscher Reichsbankpräsident
- Dechend, Hertha von (1915–2001), deutsche Historikerin und Pionierin der Archäoastronomie
- Dechent, Hans-Dieter (1940–2014), deutscher Unternehmer, Rennstallbesitzer und Autorennfahrer
- Dechent, Hermann (1850–1935), deutscher lutherischer Theologe und Pfarrer
- Decher, Friedhelm (* 1954), deutscher Philosoph und Schriftsteller
- Dechert, Adolf (1875–1958), deutscher Politiker (DDP, CDU)
- Dechert, Hans-Wilhelm (* 1929), deutscher Anglist, Sprachwissenschaftler und Hochschullehrer
- Dechert, Hugo (1860–1923), deutscher Violoncellist
- Dechert, Jörg (* 1971), deutscher Journalist und Blogger zu christlichen Themen
- Dechert, Karl (1900–1962), deutscher Violoncellist
- Dechert, Torsten (* 1966), deutscher Musiker, Live- und Studiodrummer
- Dechet, Ján (1908–1968), katholischer slowakischer Geistlicher
- Déchin, Jules (1869–1947), französischer Bildhauer
- Dechlee, Lchamdschawyn (* 1937), mongolischer Sportschütze
- Decho, Fritz (1932–2002), deutscher Schauspieler und Synchronsprecher
- Decho, Ilse (1915–1978), deutsche Glas- und Porzellangestalterin
- Dechppakarn, Rungradit (* 1999), thailändischer Fußballspieler
- Dechy, Nathalie (* 1979), französische Tennisspielerin

### Deci
- DeCicco, Frank (1935–1986), US-amerikanischer Krimineller und Mafioso
- Decidius Saxa, Lucius († 40 v. Chr.), Politiker und Heerführer der späten römischen Republik
- Décima, Pedro Rubén (* 1964), argentinischer Boxer im Superbantamgewicht
- Decimator, Heinrich (1555–1627), deutscher Theologe und Verfasser eines Universalwörterbuchs
- Décimus, Yoann (* 1987), französischer Leichtathlet
- Decin, Albert (1920–1993), belgischer Radrennfahrer
- Décio Esteves (1927–2000), brasilianischer Fußballspieler und Fußballtrainer
- Decius, oströmischer Exarch von Ravenna und Patricius (584)
- Decius († 251), römischer KaiserDecius († 251)

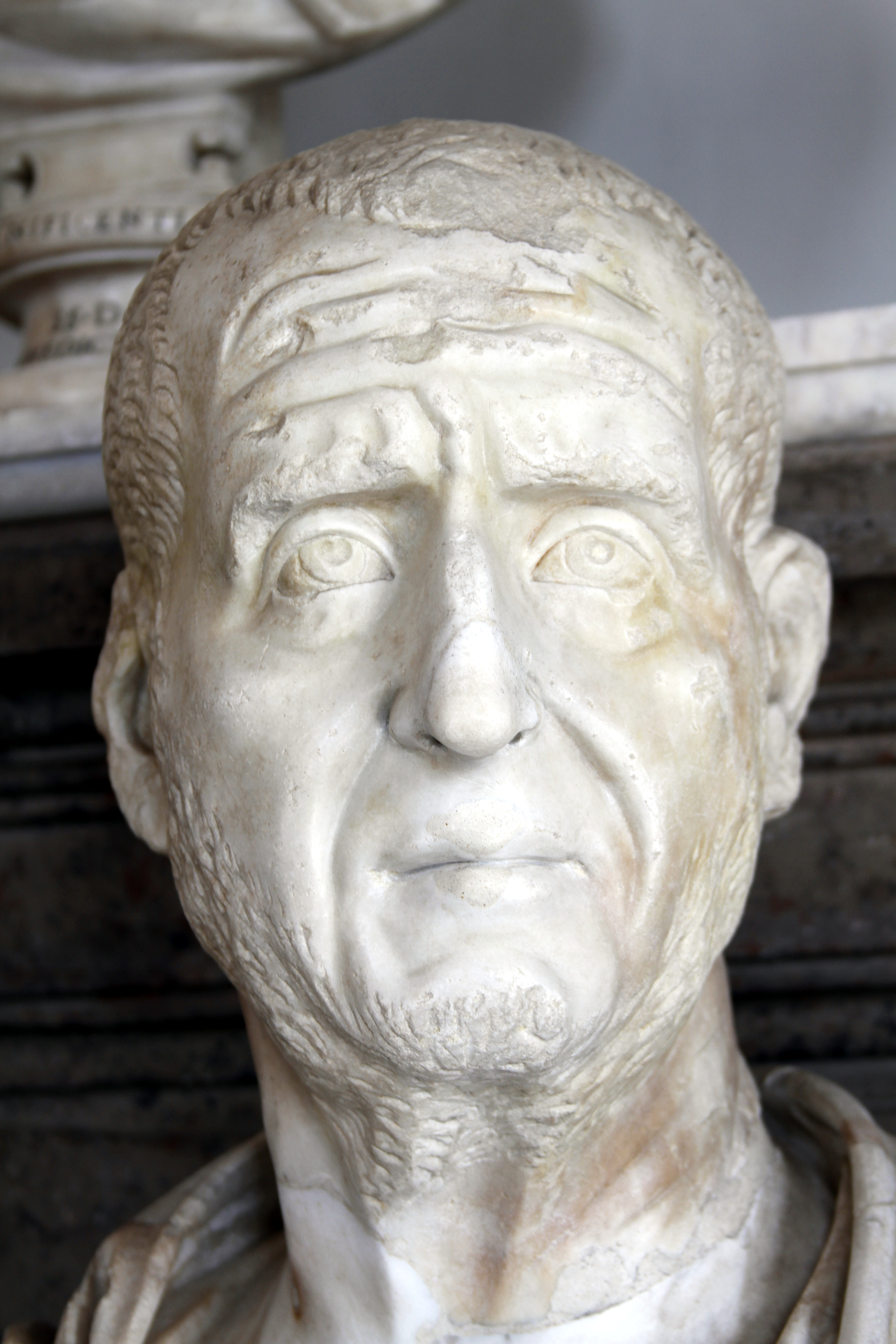
Decius († 251)

- Decius Marius Venantius Basilius, spätantiker römischer Politiker und Konsul (484)
- Decius Mus, Publius († 340 v. Chr.), römischer Konsul 340 v. Chr.
- Decius Mus, Publius († 295 v. Chr.), viermaliger römischer Konsul
- Decius Mus, Publius, römischer Konsul 279 v. Chr.
- Decius Paulinus, römischer Konsul 534
- Decius, Marcus, Politiker der römischen Republik
- Decius, Nikolaus, deutscher Kirchenliederdichter und -komponist

### Deck
- Deck, Andrea (* 1994), US-amerikanische Schauspielerin und Synchronsprecherin
- Deck, Christine (* 1980), deutsche Tänzerin und Unternehmerin
- Deck, Ernst (1905–1993), deutscher Unternehmer und Honorarprofessor
- Deck, Gabriel (* 1995), argentinischer Basketballspieler
- Deck, Inspectah (* 1970), US-amerikanischer Rapper und Hip-Hop-ProduzentInspectah Deck (* 1970)

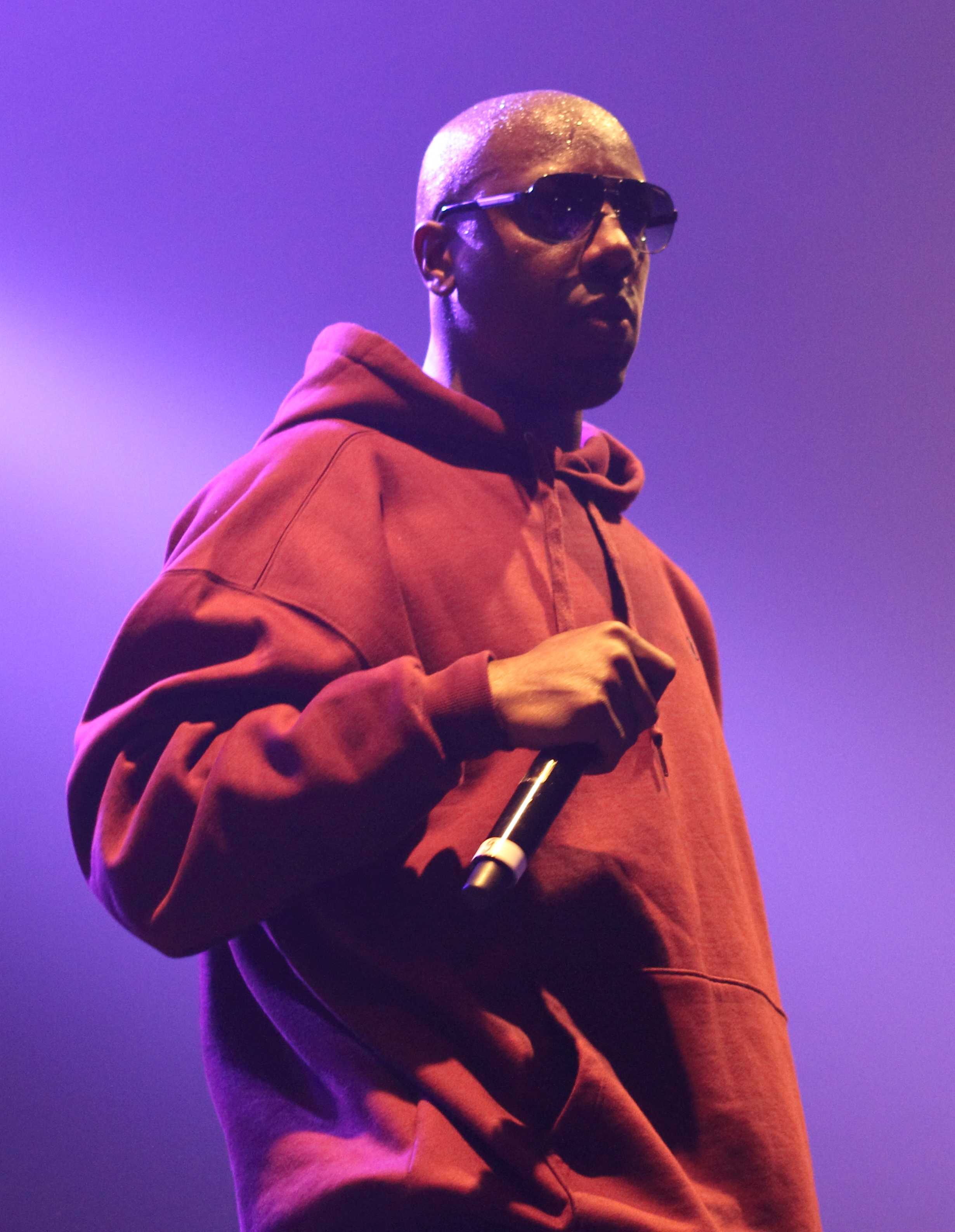
Inspectah Deck (* 1970)

- Deck, Julia (* 1974), französische Autorin
- Deck, Leo (1908–1997), Schweizer Maler
- Deck, René (* 1945), Schweizer Fussballtorhüter
- Deck, Théodore (1823–1891), französischer Keramiker des Historismus und Jugendstils
- Decka, Victoria, gambische Leichtathletin
- Deckard, H. Joel (1942–2016), US-amerikanischer Politiker
- Deckard, Jake (* 1972), US-amerikanischer Pornodarsteller
- Deckardt, Andreas (* 1946), deutscher Maler und Grafiker der Leipziger Schule
- Deckardt, Ludwig (* 1902), österreichischer Mittelstreckenläufer
- Deckarm, Joachim (* 1954), deutscher Leichtathlet und HandballspielerJoachim Deckarm (* 1954)

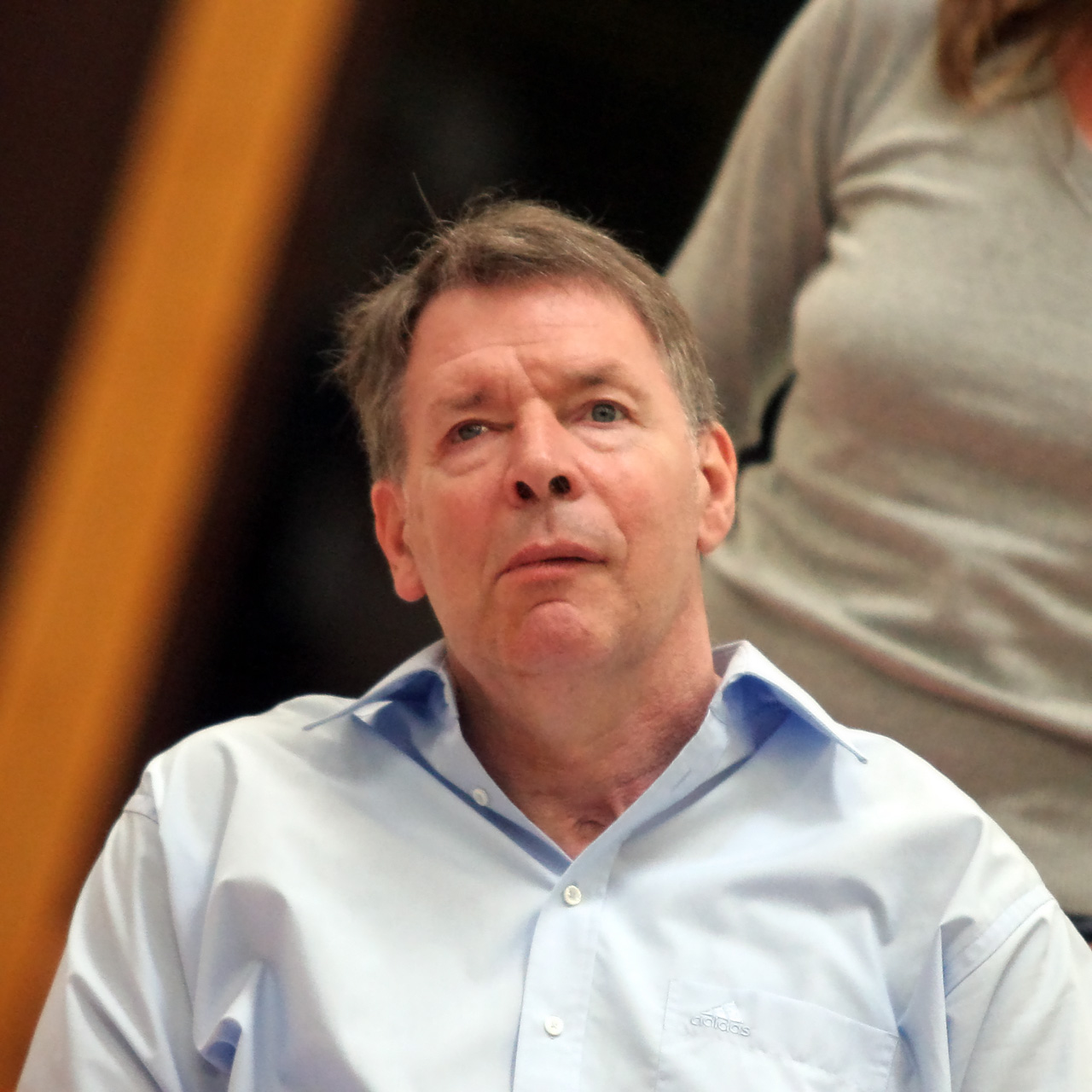
Joachim Deckarm (* 1954)

- Decke, Bettina (* 1944), deutsche Sozialwissenschaftlerin, Journalistin und Erwachsenenbildnerin
- Decke-Cornill, Helene (* 1949), deutsche Pädagogin und Hochschullehrerin
- Deckel, Friedrich Wilhelm (1871–1948), deutscher Feinmechanikunternehmer
- Deckelmann, Waltraud (* 1939), deutsche Zahnärztin
- Decken, Adolf von der (1807–1886), deutscher Majoratsherr, Legationsrat, Kammerrat und Mitglied des Staatsrates aus dem Adelsgeschlecht Decken
- Decken, Arnold von der (1779–1856), hannoverscher Generalmajor
- Decken, Auguste von der (1827–1908), deutsche Schriftstellerin
- Decken, Burghard von der (1884–1969), deutscher Legationsrat, Reichsbeauftragter für Mineralöl
- Decken, Claus Otto Benedix von der († 1841), deutscher Jurist, herzogliche lauenburgischer Drost und Oberhauptmann aus dem Adelsgeschlecht Decken
- Decken, Claus von der (1460–1541), deutscher Politiker und Bürgermeister von Stade
- Decken, Claus von der (1742–1826), hannoverscher Staats- und Kabinettsminister
- Decken, Eberhard von der (1812–1871), hannoverischer Oberst, preußischer Generalmajor
- Decken, Ernst von der (1894–1958), deutscher Journalist
- Decken, Felix (1864–1928), deutscher Theaterschauspieler, Opernsänger (Tenor) und Theaterregisseur
- Decken, Friedrich von der (1769–1840), hannoverischer Generalfeldzeugmeister und Diplomat
- Decken, Friedrich von der (1777–1840), preußischer Landrat des Kreises Halle (1818–1831)
- Decken, Friedrich von der (1791–1861), mecklenburgischer Gutsbesitzer und Politiker
- Decken, Friedrich von der (1802–1881), deutscher Großgrundbesitzer und Politiker im Königreich Hannover
- Decken, Friedrich von der (1824–1889), preußischer Generalmajor
- Decken, Friedrich von der (1860–1929), sächsischer Generalmajor
- Decken, Georg von der (1787–1859), hannoverscher General der Kavallerie
- Decken, Georg von der (1836–1898), deutscher Majoratsherr und Politiker (DHP), MdR
- Decken, George von der (1898–1945), deutscher Offizier
- Decken, Gideon von der (1828–1892), sächsischer Generalleutnant
- Decken, Gustav von der (1861–1931), sächsischer Generalleutnant
- Decken, Hans Burchard Otto von der (1769–1838), Geheimrat und Landdrost in Oldenburg, Aurich und Lüneburg
- Decken, Julius von der (1827–1867), deutscher Adliger und schlesisch-mecklenburgischer Gutsbesitzer
- Decken, Karl Klaus von der (1833–1865), deutscher Entdecker und AfrikareisenderKarl Klaus von der Decken (1833–1865)

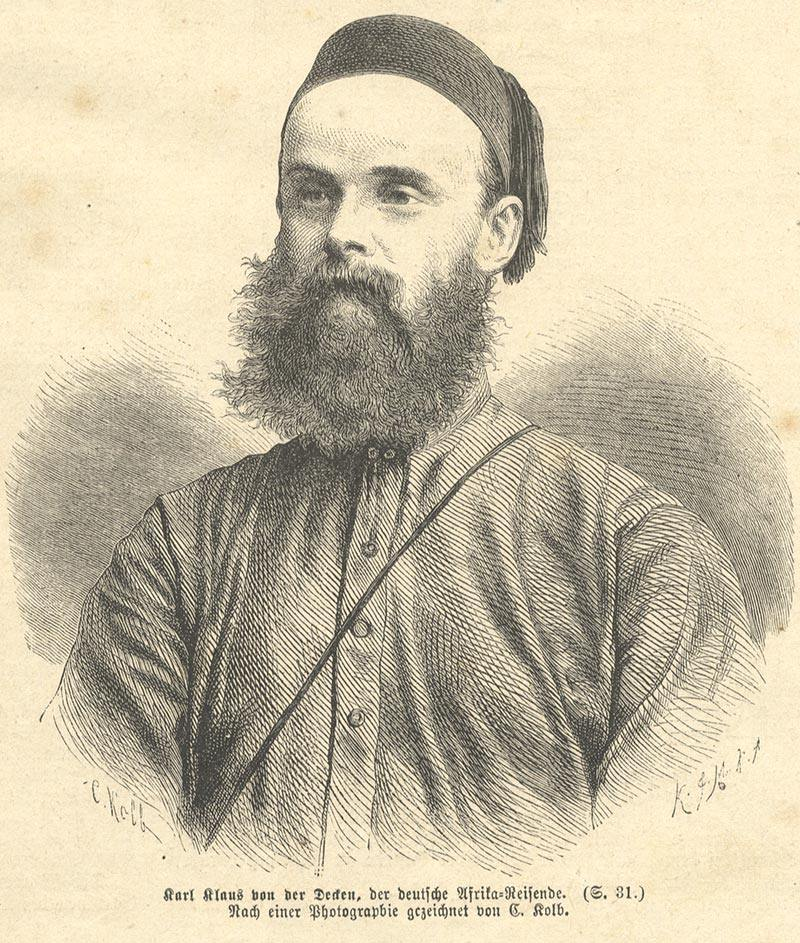
Karl Klaus von der Decken (1833–1865)

- Decken, Karl von der (1855–1935), deutscher Generalleutnant
- Decken, Kerstin von der (* 1968), deutsche Juristin, Hochschullehrerin für Völker- und Europarecht sowie Politikerin (CDU)
- Decken, Marcell von der († 1809), deutscher Domherr
- Decken, Margret von der (1886–1965), deutsche Politikerin (CDU), MdA
- Decken, Melchior von der (1886–1953), deutscher Richter
- Decken, Otto von der (1839–1916), deutscher Politiker (DHP), MdR
- Decken, Otto von der (1858–1937), sächsischer Generalleutnant
- Decken, Thassilo von der (1911–1995), deutscher Jurist
- Deckenbacher, Peter (* 1962), österreichischer Offizier des Bundesheeres im Range eines Brigadiers
- Deckenbacher, Romana (* 1967), österreichische Gewerkschaftsfunktionärin und Politikerin (ÖVP), Abgeordnete zum Nationalrat
- Deckenbrock, Alhard I. von († 1399), Ritter, Ratsherr in Münster, letzter Droste des Domkapitels und Gutsbesitzer
- Deckenbrock, Everwin I. von (1326–1351), Ritter, Droste des Domkapitels Münster und Gutsbesitzer
- Deckenbrock, Johann III. von († 1349), Ritter, Ratsherr und Bürgermeister der Stadt Münster
- Deckenbrock, Maggie (* 1955), deutsche Journalistin, Redakteurin und freie Produzentin
- Decker, Adolf (1866–1945), deutscher Gewerkschafter und Politiker (SPD), MdL
- Decker, Ägid (1906–1962), österreichischer Benediktiner und Abt von Stift Seitenstetten
- Decker, Agnes Kiyomi (* 1986), deutsche Film- und Theaterschauspielerin und Synchronsprecherin mit deutsch-japanischer Abstammung
- Decker, Albert (1817–1871), österreichischer Maler und Lithograph sowie Schauspieler
- Decker, Alexander (* 1904), österreichischer Boxer
- Decker, Alexander (* 1998), deutscher Volleyballspieler
- Decker, Alonzo G. (1884–1956), US-amerikanischer Unternehmer, Erfinder und Theosoph, Mitbegründer des Maschinenherstellers Black & Decker
- Decker, André (* 1976), deutscher Schauspieler
- Decker, Andreas (* 1952), deutscher Ruderer und Olympiasieger
- Decker, Andreas (* 1960), deutscher Jurist, Richter am Bundesverwaltungsgericht
- Decker, Anika (* 1975), deutsche Drehbuchautorin und Regisseurin
- Decker, August (1806–1884), deutscher evangelisch-lutherischer Geistlicher und Autor
- Decker, Björn (* 1976), deutscher Badmintonspieler
- Decker, Brad (* 1975), US-amerikanischer Komponist, Musiker und Musikpädagoge
- Decker, Brianna (* 1991), US-amerikanische Eishockeyspielerin
- Decker, Brooklyn (* 1987), US-amerikanisches Model und SchauspielerinBrooklyn Decker (* 1987)

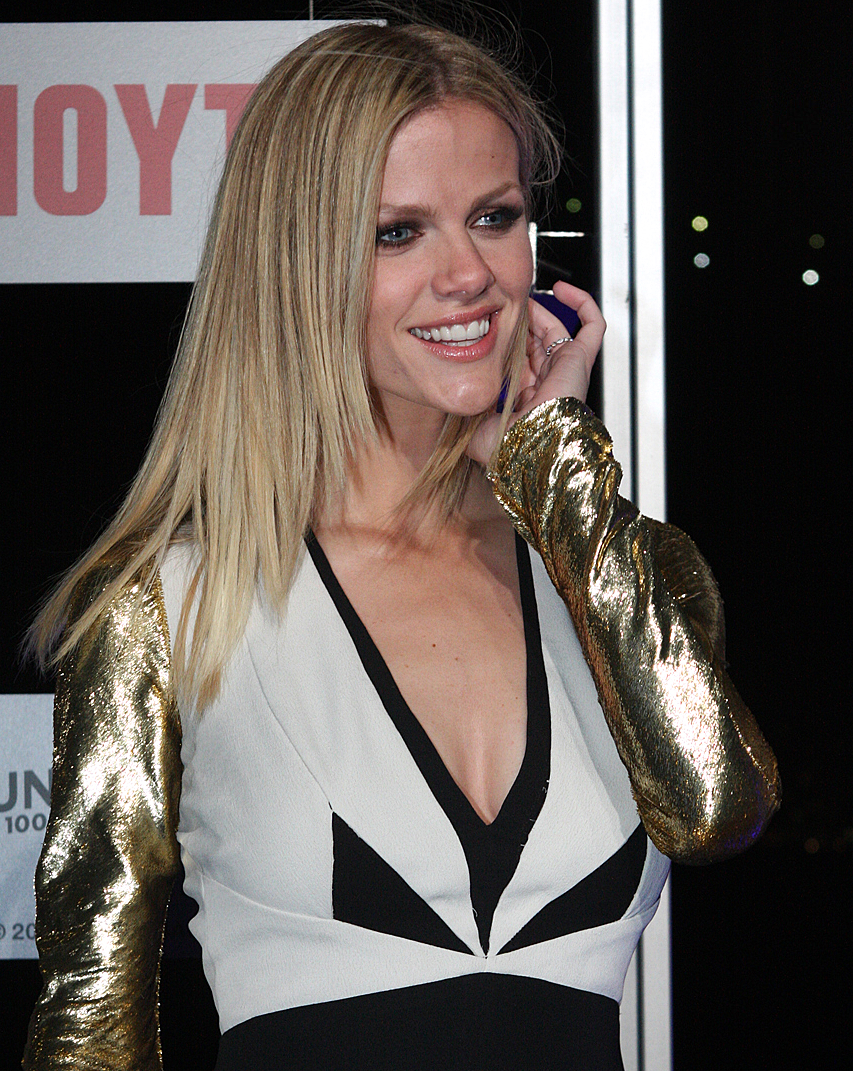
Brooklyn Decker (* 1987)

- Decker, Bruno (1871–1922), deutscher Dramaturg, Opernregisseur, Bühnenschriftsteller und Operettenlibrettist
- Decker, Bruno Franz (1907–1961), deutscher Theologe und Priester
- Decker, Christa (* 1951), deutsche Rodlerin
- Decker, Christian (* 1966), deutscher Wirtschaftswissenschaftler
- Decker, Christian (* 1972), deutscher Musiker, Musikproduzent und musikalischer Leiter am TheaterChristian Decker (* 1972)

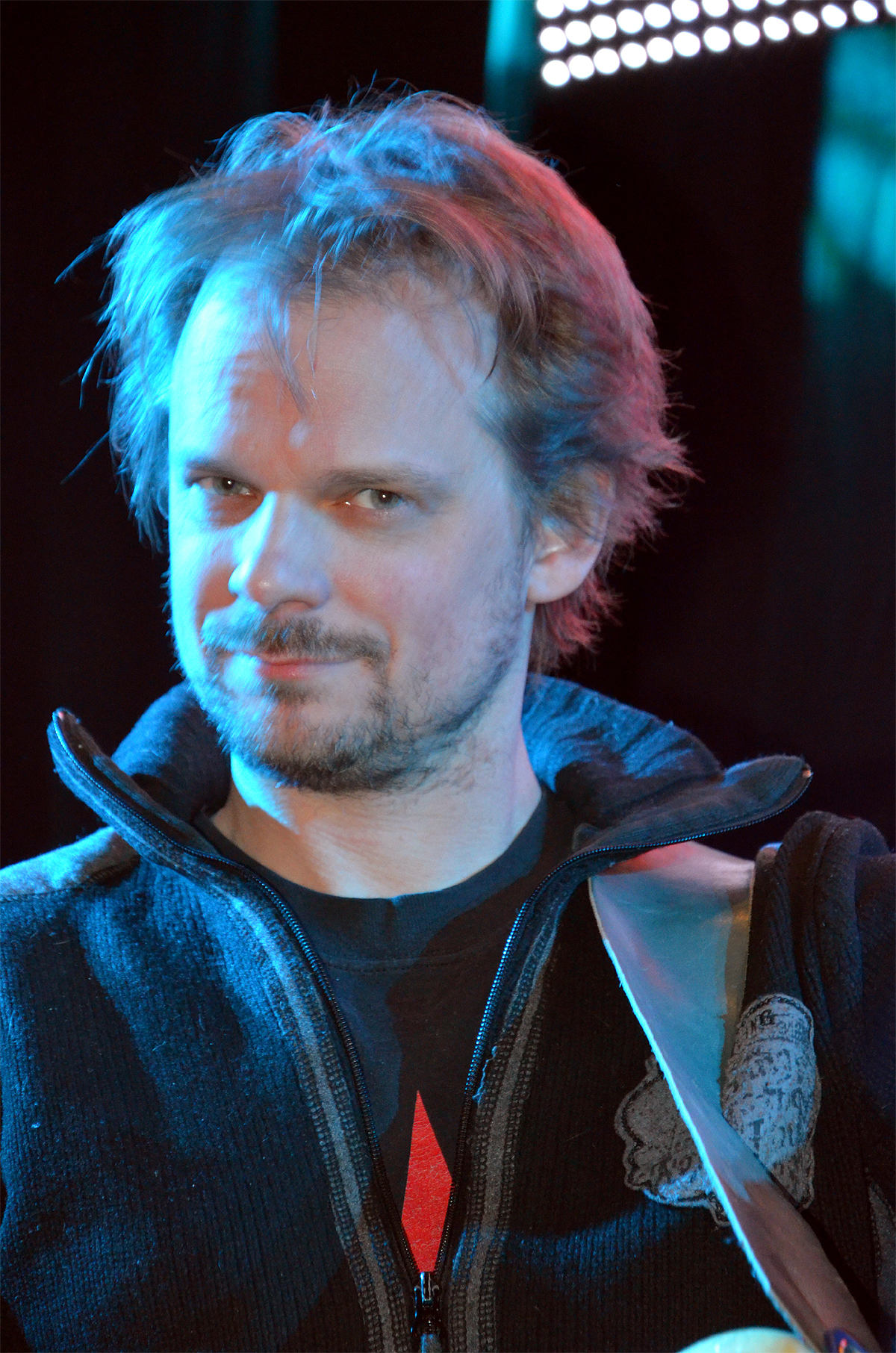
Christian Decker (* 1972)

- Decker, Cornelis Gerritsz., niederländischer Maler
- Decker, Daniel (* 1982), deutscher Musiker, Autor und Blogger
- Decker, Davee (1935–1976), US-amerikanische Schauspielerin und Model
- Decker, Dieter (1946–2024), deutscher Politiker (CDU), MdL
- Decker, Doris (* 1963), deutsche Saxophonistin, Sängerin und Textdichterin
- Decker, Dorothea (* 1926), deutsche Malerin
- Decker, Elisabeth (* 1931), deutsche Malerin und Grafikerin
- Decker, Elke (* 1957), deutsche Sprinterin
- Decker, Eric (1896–1970), Mitglied der Legislative Assembly of Queensland
- Decker, Eric (* 1987), US-amerikanischer American-Football-Spieler
- Decker, Ezechiel de, niederländischer Mathematiker
- Decker, Ferdinand (1835–1884), deutscher Ingenieur
- Decker, Frank (* 1964), deutscher Politikwissenschaftler
- Decker, Franz-Paul (1923–2014), deutsch-kanadischer Dirigent
- Decker, Friedhelm (* 1946), deutscher Landwirt und Agrarfunktionär
- Decker, Friedrich (1921–2010), deutscher Maler
- Decker, Friedrich (* 1947), deutscher Politiker (SPD), Oberbürgermeister von Neunkirchen (Saar)
- Decker, Friedrich Wilhelm Heinrich von (1744–1828), preußischer Generalleutnant, Kommandeur der Reitenden Artillerie und Brigadier der brandenburgischen Artillerie-Brigade
- Decker, Gabi (* 1956), deutsche Kabarettistin, Moderatorin und SängerinGabi Decker (* 1956)

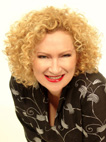
Gabi Decker (* 1956)

- Decker, Gabriel (1821–1855), österreichischer Porträtmaler und Lithograph
- Decker, Georg (1596–1661), deutscher Buchdrucker und Verleger in Basel
- Decker, Georg (1818–1894), österreichischer Maler
- Decker, Georg Jacob (1732–1799), Buchdrucker in Berlin
- Decker, Georg Jacob der Jüngere (1765–1819), Buchdrucker in Preußen
- Decker, George (1902–1980), US-amerikanischer General; Vice Chief of Staff of the Army; Chief of Staff of the Army
- Decker, Gunnar (* 1965), deutscher Autor
- Decker, Hans (1903–1980), deutscher Opernsänger
- Decker, Heinrich (1867–1956), Mitglied des Nassauischen Kommunallandtags
- Decker, Heinz (1928–2014), deutscher Nematologe und Hochschullehrer
- Decker, Heinz (1950–2018), deutscher Biophysiker
- Decker, Hermann (1869–1939), deutscher Chemiker und Hochschullehrer
- Decker, Hermann von (1815–1872), preußischer Generalleutnant und Inspekteur der 1. Artillerie-Inspektion sowie Redaktionsmitglied des Militär-Wochenblatts
- Decker, Hugo, deutscher Fußballspieler
- Decker, Hugo (1899–1985), deutscher Ingenieur und Politiker (Bayernpartei, CSU), MdB
- Decker, Jan (* 1977), deutscher Schriftsteller
- Decker, Jennifer (* 1982), französische Schauspielerin
- Decker, Jeremias de († 1666), niederländischer Dichter
- Decker, Joachim († 1611), Komponist und Organist
- Decker, Johann (1822–1873), deutscher Politiker (Zentrum), MdR
- Decker, Johann Jakob (1635–1697), Schweizer Buchdrucker in Basel, Breisach und Colmar
- Decker, Johann Stephan (1783–1844), österreichischer Porträtmaler
- Decker, Johanna (1918–1977), katholische Missionsärztin
- Decker, John (1895–1947), britisch-US-amerikanischer Maler deutscher Herkunft
- Decker, Josef († 1983), deutscher Kommunalpolitiker
- Decker, Josephine (* 1981), US-amerikanische Schauspielerin, Film- und Fernsehregisseurin, Drehbuchautorin und Filmeditorin
- Decker, Julius (1926–2013), deutscher Politiker (CDU), MdL
- Decker, Jürgen (* 1946), deutscher Fußballspieler
- Decker, Karl (1897–1945), deutscher General der Panzertruppe im Zweiten Weltkrieg
- Decker, Karl (1921–2005), österreichischer Fußballspieler und -trainerKarl Decker (1921–2005)

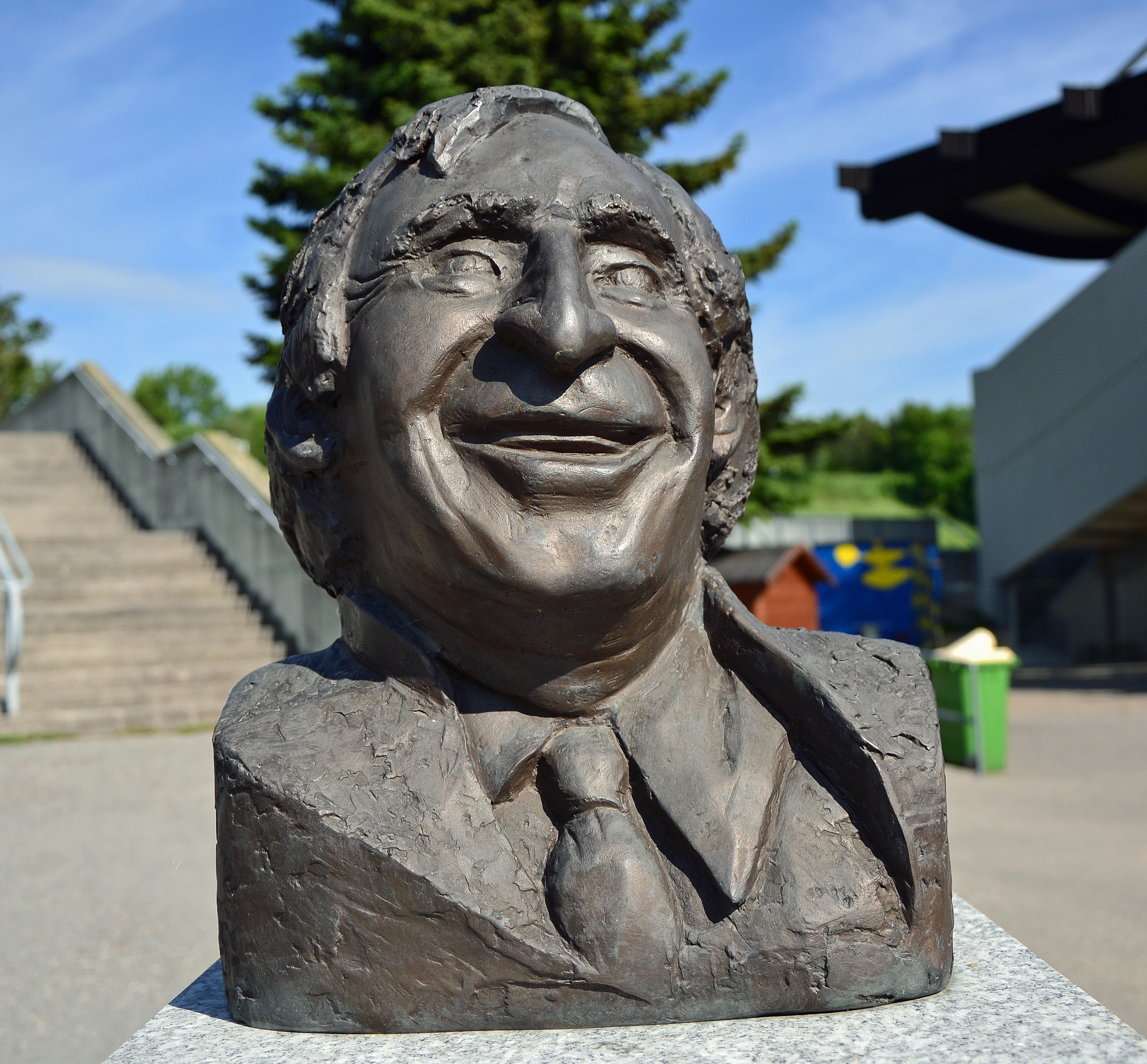
Karl Decker (1921–2005)

- Decker, Karl (1925–2024), deutscher Biochemiker
- Decker, Karl Viktor (1934–2019), deutscher Prähistoriker
- Decker, Karl von (1784–1844), preußischer General und Schriftsteller
- Decker, Käte (1888–1965), deutsche Schriftstellerin
- Decker, Katrin (* 1963), deutsche Synchronsprecherin
- Decker, Kerstin (* 1962), deutsche Journalistin und Schriftstellerin
- Decker, Klaus (* 1952), deutscher Fußballspieler
- Decker, Konstantin (1810–1878), deutscher Pianist, Komponist und Musikpädagoge
- Decker, Louis Wilhelm (1846–1915), deutscher Fabrikant und Stadtrat in Mittweida
- Decker, Lukas (* 1988), deutscher Schauspieler
- Decker, Martin (1925–2013), deutscher Architekt
- Decker, Mary (* 1958), US-amerikanische Leichtathletin
- Decker, Michael (* 1965), deutscher Physiker und TechnikfolgenabschätzerMichael Decker (* 1965)

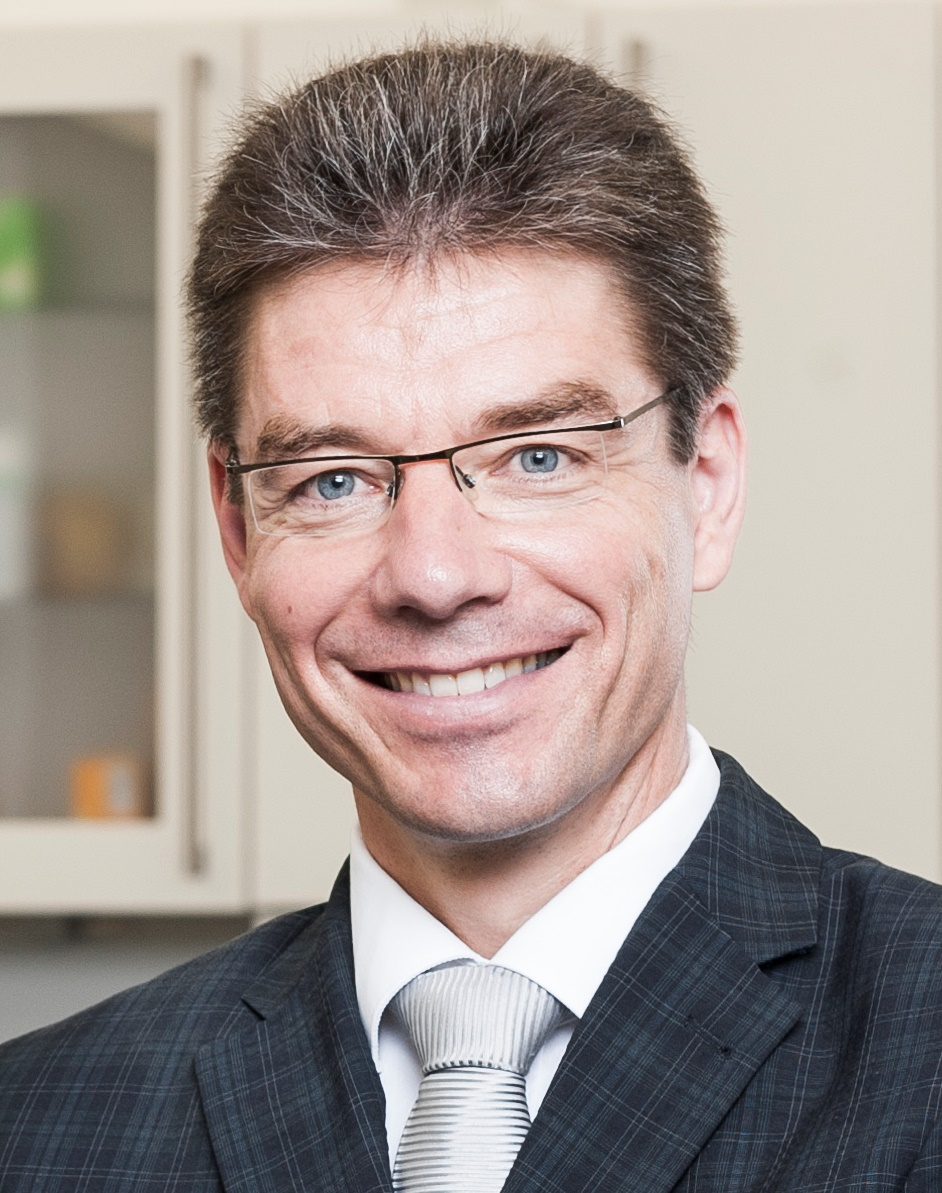
Michael Decker (* 1965)

- Decker, Oliver (* 1968), deutscher Sozialpsychologe, Soziologe und Rechtsextremismusforscher
- Decker, Pascal (* 1970), deutscher Rechtsanwalt, Aufsichtsrat und Kulturmanager
- Decker, Paul (1677–1713), deutscher Kupferstecher, Baumeister und Erfinder idealer Barock-Architektur
- Decker, Perl D. (1875–1934), US-amerikanischer Politiker
- Decker, Peter, deutscher Publizist und marxistischer Theoretiker
- Decker, Peter (1957–2003), deutscher Jazzmusiker (Saxophone, Komposition)
- Decker, Rainer (* 1949), deutscher Historiker
- Decker, Robert (1927–2005), US-amerikanischer Vulkanologe und Geophysiker
- Decker, Rudi (* 1955), deutscher Volksschauspieler
- Decker, Rudolf (1934–2024), deutscher Politiker (CDU), MdL Baden-Württemberg
- Decker, Rudolf Ludwig (1804–1877), deutscher Buchdrucker und Verleger in Preußen
- Decker, Sara (* 1985), deutsche Jazzsängerin
- Decker, Simone (* 1968), luxemburgische Künstlerin und Hochschullehrerin
- Decker, Sven (* 1979), deutscher Jazzmusiker (Tenor- und Sopransaxophon, Klarinette, Bassklarinette, Komposition)
- Decker, Tate (* 1977), US-amerikanischer Basketballspieler
- Decker, Taylor (* 1993), US-amerikanischer American-Football-Spieler
- Decker, Timothy (* 1973), australischer Radrennfahrer
- Decker, Uwe (* 1961), deutscher Fußballspieler
- Decker, Werner (* 1963), deutscher Kaufmann
- Decker, Wilfried de (1935–2010), deutscher Ophthalmologe (Strabologe) und Hochschullehrer
- Decker, Wilhelm (1860–1938), Schweizer Lehrer, Musiker, Musikpädagoge und Musikdirektor
- Decker, Wilhelm (1899–1945), deutscher Politiker (NSDAP), Publizist und während der Zeit des Nationalsozialismus Generalarbeitsführer
- Decker, Willy (* 1873), deutscher Drechsler und Politiker der SPD
- Decker, Willy (* 1950), deutscher Opernregisseur
- Decker, Wolfgang (1941–2020), deutscher Sporthistoriker und Ägyptologe
- Decker, Wolfgang (* 1955), deutscher Politiker (SPD), MdL
- Decker, Wolfgang (* 1971), deutscher Schauspieler
- Decker-Hauff, Hansmartin (1917–1992), deutscher Historiker und Genealoge
- Decker-Schenk, Johann (1826–1899), österreichischer Gitarrist, Sänger (Tenor) und Komponist
- Decker-Voigt, Hans-Helmut (* 1945), deutscher Wissenschaftler und Publizist
- Deckers, Daniel (* 1960), deutscher Journalist, Redakteur und BuchautorDaniel Deckers (* 1960)

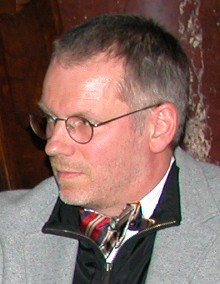
Daniel Deckers (* 1960)

- Deckers, Eugene (1913–1977), belgischer Filmschauspieler
- Deckers, Franz (1826–1908), deutscher Architekt
- Deckers, Johannes G. (* 1940), deutscher Christlicher Archäologe
- Deckers, Manfred (1934–2020), deutscher Montanwissenschaftler und Hochschullehrer
- Deckers, Matthias (1802–1875), deutscher römisch-katholischer Pfarrer, Dechant, Schul- und Hospitalgründer
- Deckers, Tine (* 1978), belgische Triathletin
- Deckers, Vera (* 1973), deutsche Psychologin und Comedian
- Deckers, Vincent (1864–1905), deutscher Maler
- Deckert, Adalbert (* 1884), deutscher Mathematiker, Physiker und Hochschullehrer
- Deckert, Adalbert (1913–2008), deutscher Ordensgeistlicher
- Deckert, Alf-Gerd (* 1955), deutscher Skilangläufer
- Deckert, Charles (* 1880), französischer Turner
- Deckert, Claudelle (* 1974), deutsche Schauspielerin
- Deckert, Emil (1848–1916), deutscher Geograph
- Deckert, Gerhard (* 1924), deutscher Offizier, Generalmajor der Bundeswehr
- Deckert, Gisela (1930–2024), deutsche Zoologin und Naturschützerin
- Deckert, Günter (1940–2022), deutscher Politiker (NPD) und RechtsextremistGünter Deckert (1940–2022)

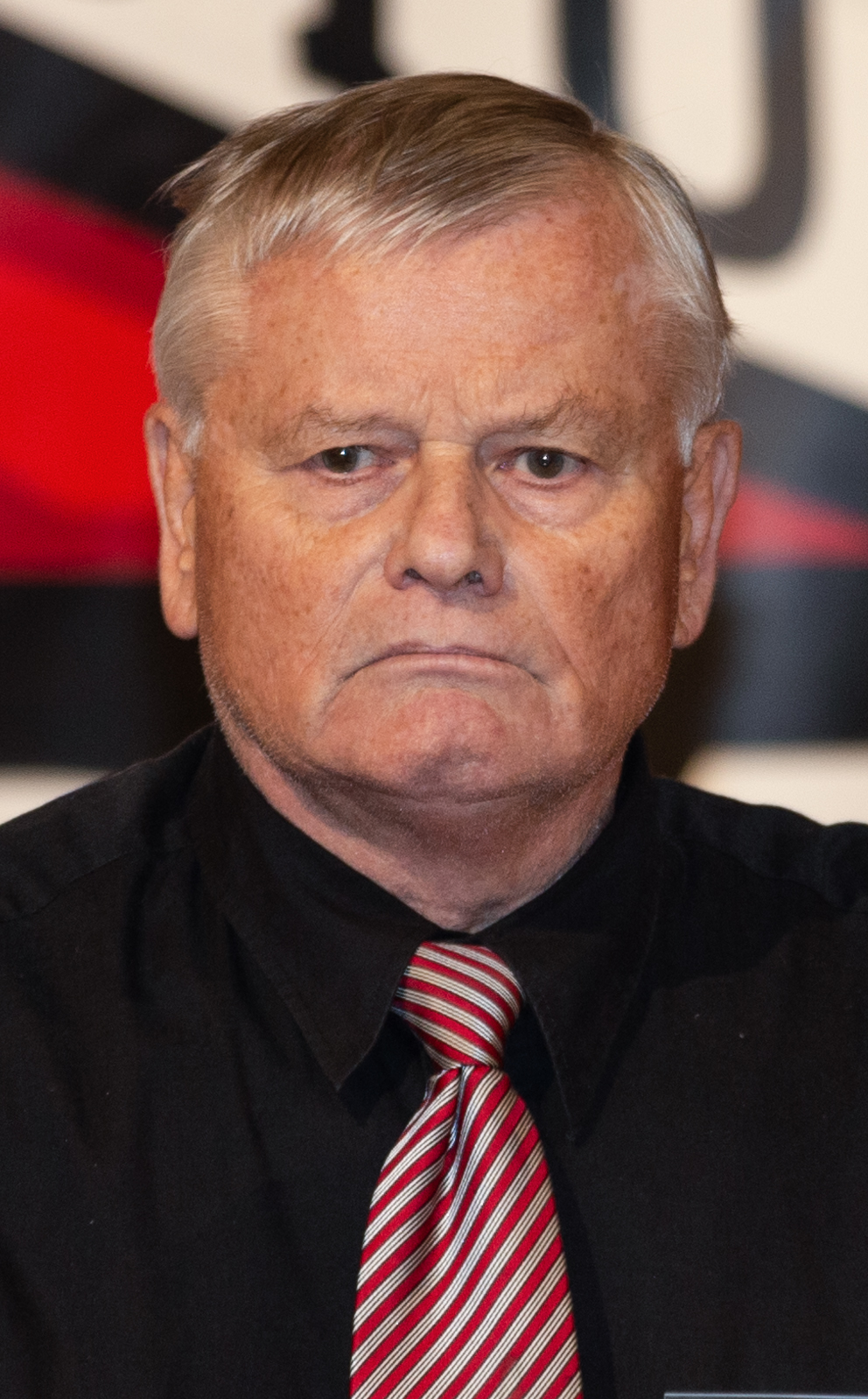
Günter Deckert (1940–2022)

- Deckert, Günter (1950–2005), deutscher Nordischer Kombinierer
- Deckert, Hans (* 1923), deutscher Politiker (NDPD), MdV
- Deckert, Hans Erik (1927–2022), deutscher Cellist
- Deckert, Hans-Joachim (1932–2010), deutscher Journalist, Auslandskorrespondent und Chefredakteur
- Deckert, Heinz (1927–2008), deutscher Gewerkschafter (FDGB), Vorsitzender IG Druck und Papier
- Deckert, Hermann (1899–1955), deutscher Kunsthistoriker und Denkmalpfleger
- Deckert, Joseph (1843–1901), österreichischer katholischer Geistlicher und Autor
- Deckert, Kurt (1907–1987), deutscher Ichthyologe
- Deckert, Manfred (* 1961), deutscher Skispringer
- Deckert, Renatus (* 1977), deutscher Autor und Herausgeber
- Deckert, Rudolf (1926–2008), deutscher Konteradmiral der Bundesmarine
- Deckert-Peaceman, Heike (* 1963), deutsche Pädagogin und Hochschullehrerin
- Decking-Schwill, Brunhild (1937–2023), deutsche Politikerin (CDU), MdL
- Deckler, Carl Friedrich (1838–1918), deutscher Historienmaler und Freskant
- Deckmann, Christian Gottlieb (1798–1837), deutscher Chirurg, Anatom und Hochschullehrer
- Deckmann, Michel (* 1996), deutscher Politiker (CDU)
- Deckner, Michael, deutscher Synchronsprecher
- Deckow, Frauke (* 1974), deutsche Wirtschaftswissenschaftlerin
- Deckow, Uta (* 1971), deutsche JournalistinUta Deckow (* 1971)

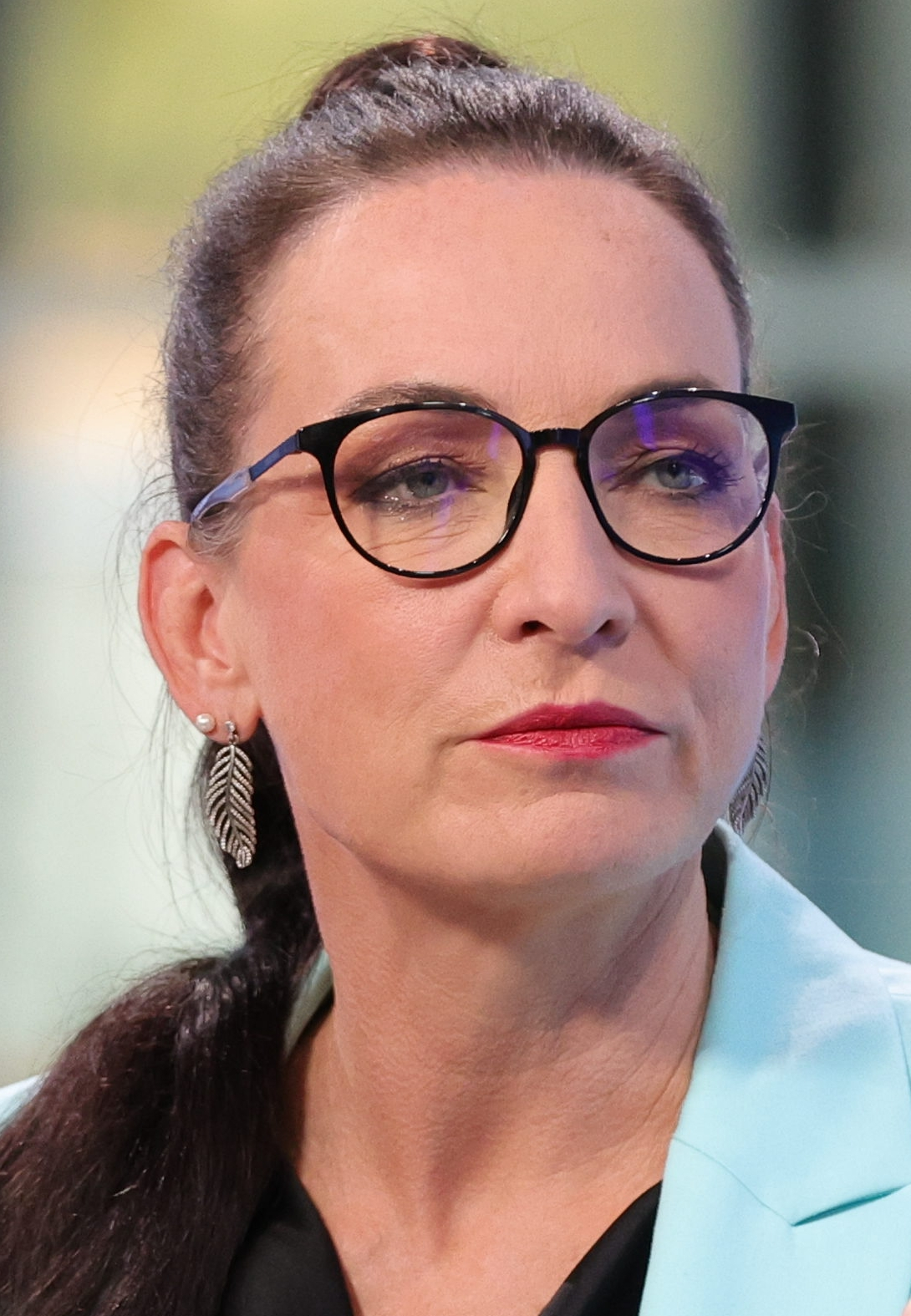
Uta Deckow (* 1971)

- Deckstein, Dagmar (* 1953), deutsche Journalistin und Autorin
- Deckwarth, Walter (1899–1967), deutscher Glasmaler und Maler in der Lausitz
- Deckwer, Wolf-Dieter (1941–2006), deutscher Chemiker
- Deckwerth, Ilona (* 1961), deutsche Politikerin (SPD), MdL
- Deckwitz, Gustav (1837–1921), deutscher Politiker (SPD), Tischlermeister

### Decl
- Declaime, US-amerikanischer Rapper und R&B-Sänger
- Declaude, Thomas (* 1950), österreichischer Schauspieler, Regisseur, Autor und Musiker
- Decleir, Jan (* 1946), belgischer Schauspieler
- Declerck, André (1919–1967), belgischer Radrennfahrer
- Declercq, André (1908–1993), belgischer Dartspieler
- DeClercq, Andrew (* 1973), US-amerikanischer Basketballspieler
- Declercq, Auguste (1870–1939), belgischer römisch-katholischer Ordensgeistlicher und Apostolischer Vikar von Ober-Kasaï
- Declercq, Tim (* 1989), belgischer Radrennfahrer
- Decleva, Mario (1930–1979), österreichischer Maler, Grafiker und Pädagoge
- Decloe, Dick (* 1953), kanadisch-niederländischer Eishockeyspieler und -trainer
- Decloedt, Freddy (1944–2006), belgischer Radrennfahrer
- Decloedt, Leopold (* 1964), belgischer Germanist und Unternehmer
- DeClouet, Alexandre Etienne (1812–1890), US-amerikanischer Politiker

### Deco
- Deco (* 1977), brasilianisch-portugiesischer FußballspielerDeco (* 1977)

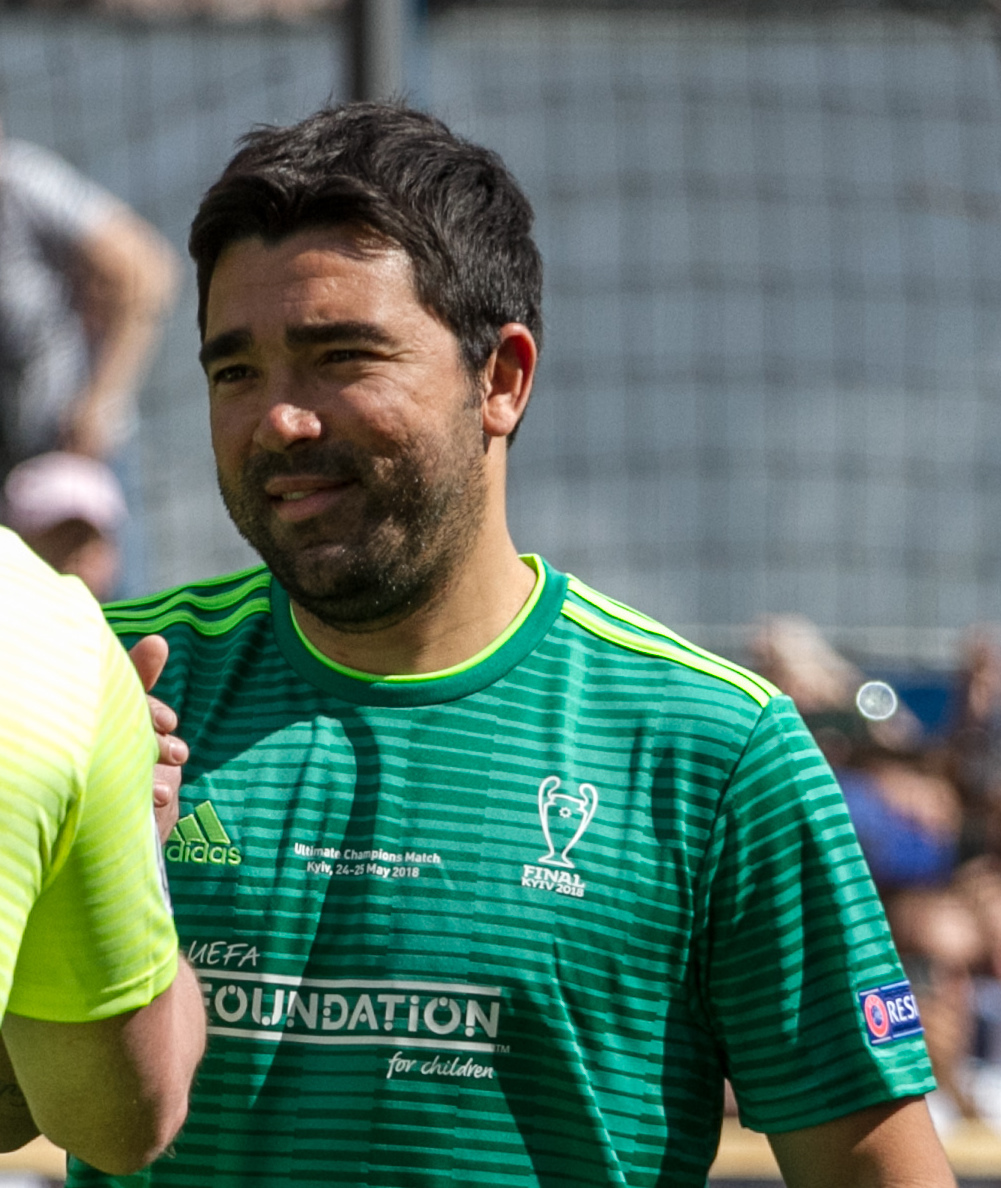
Deco (* 1977)

- Decock, Pierre (* 1959), belgisch-luxemburgischer Historiker, Illustrator und Schriftsteller
- Decock, Roger (1927–2020), belgischer Radrennfahrer
- Decock, Wim (* 1983), belgischer Hochschullehrer
- Decoin, Didier (* 1945), französischer Schriftsteller
- Decoin, Henri (1890–1969), französischer Schwimmer, Wasserballspieler, Filmregisseur und Drehbuchautor
- DeColosio, E. Ambriz, US-amerikanischer Schauspieler und Synchronsprecher
- Decombis, Marcel (1916–2003), luxemburgischer Pädagoge, Mitbegründer der Europäischen Schule Luxemburg
- Decomble, Guy (1910–1964), französischer Schauspieler
- DeConcini, Dennis (* 1937), US-amerikanischer Politiker
- DeConcini, Evo Anton (1901–1986), US-amerikanischer Jurist und Politiker
- Déconfin, Etienne (* 1990), französischer Jazzmusiker (Piano)
- Deconge, Mary (* 1933), amerikanische Mathematikerin und Hochschullehrerin
- Deconinck, Bernard (1936–2020), französischer Radrennfahrer
- Deconinck, Henri (1909–1984), französischer Radrennfahrer
- Deconinck, Jean-Paul (* 1959), belgischer Generalmajor
- DeConnick, Kelly Sue (* 1970), US-amerikanische Comicautorin
- Decoppet, Camille (1862–1925), Schweizer Politiker (FDP)
- Decoppet, Maurice (1864–1922), Schweizer Forstwissenschaftler
- Décorchemont, François (1880–1971), französischer Maler, Keramiker und Glaskünstler
- Decorte, Jos (1954–2001), belgischer Philosoph
- Decorte, Raymond (1898–1972), belgischer Radrennfahrer
- Décosse, Aimé (1903–1991), kanadischer Geistlicher und römisch-katholischer Bischof von Gravelbourg
- Décosse, Lucie (* 1981), französische Judoka
- DeCosta, Sara (* 1977), US-amerikanische Eishockeytorhüterin und -trainerin
- Décoste, Joseph Gontrand (* 1957), haitianischer Geistlicher, Bischof von Jérémie
- Decoster, Jean-Baptiste (* 1760), belgischer Landwirt, Wegbegleiter Napoleons
- DeCoster, Roger (* 1944), belgischer Motocross-Fahrer und fünffacher WeltmeisterRoger DeCoster (* 1944)

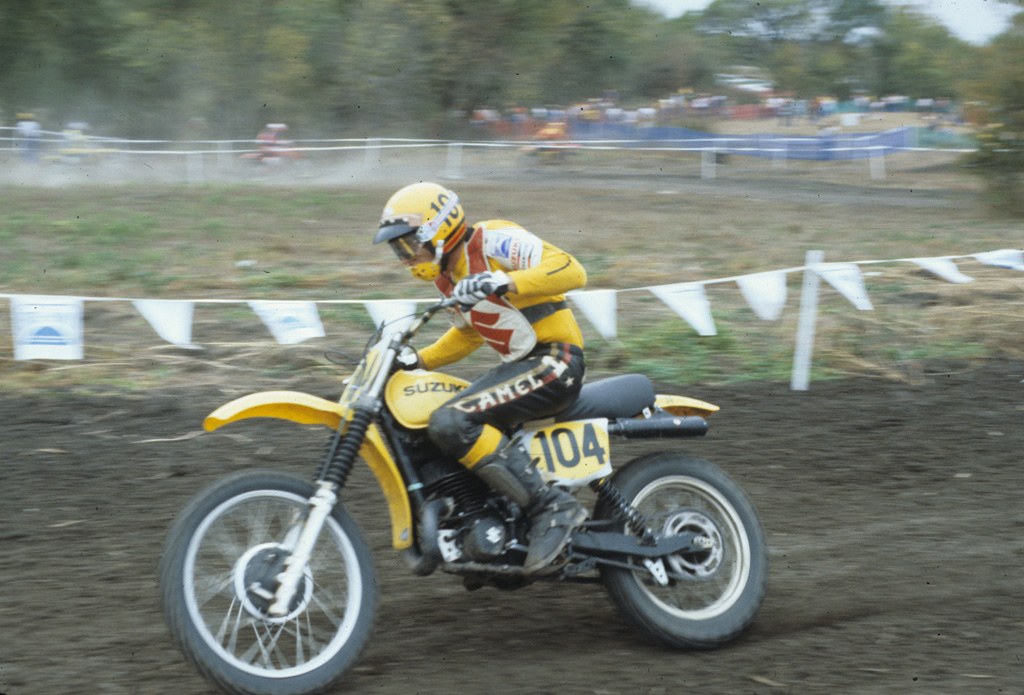
Roger DeCoster (* 1944)

- Decot, Rolf (* 1942), deutscher katholischer Theologe
- Decoteau, Alexander (1887–1917), kanadischer Langstreckenläufer indianischer Herkunft
- DeCoteau, David (* 1962), US-amerikanischer Filmregisseur und Filmproduzent
- Décotterd, Stéphane (* 1976), Schweizer Koch
- Decottignies, Edmond (1893–1963), französischer Gewichtheber
- Decottignies, Urbain (* 1910), französischer Fußballspieler
- Decoud, Sebastián (* 1981), argentinischer Tennisspieler
- DeCoud, Thomas (* 1985), US-amerikanischer American-Football-Spieler
- Decour, Jacques (1910–1942), französischer Autor und Widerstandskämpfer
- Decourcelle, Pierre (1856–1926), französischer Schriftsteller
- DeCoursey, James H. (1932–2016), US-amerikanischer Politiker
- Decourtray, Albert (1923–1994), französischer Geistlicher und römisch-katholischer Erzbischof von Lyon
- Decoust, Michel (* 1936), französischer Komponist, Dirigent und Musikpädagoge
- Decoux, Jean (1884–1963), französischer Admiral und Generalgouverneur von Indochina
- Decouz, Pierre (1775–1814), französischer General der Infanterie

### Decq
- Decq, Odile (* 1955), französische Architektin und Stadtplanerin

### Decr
- Decraene, Igor (1996–2014), belgischer Radrennfahrer
- Decraeye, Georges (1933–2003), belgischer Radrennfahrer
- Decrais, Albert (1838–1915), französischer Jurist, Verwaltungsbeamter, Diplomat und Politiker
- DeCramer, Gary (1944–2012), US-amerikanischer Politiker
- Decremps, Marcel (1910–1989), französischer Journalist und Okzitanist
- Decrès, Denis (1761–1820), französischer Admiral und Politiker des Ersten Kaiserreichs
- Decressin, Birgit (* 1966), deutsche Malerin
- Decrest de Saint-Germain, Antoine Louis (1761–1835), französischer General
- Decrey Warner, Elisabeth (* 1953), Schweizer Politikerin und Friedensaktivistin
- Decrianus, römischer Architekt
- DeCristofaro, Andrew, US-amerikanischer Toningenieur
- Decrius Calpurnianus († 48), römischer Ritter
- Decrius Longinus, Lucius, römischer Offizier (Kaiserzeit)
- Decroix, Charles, französischer Filmregisseur, Filmproduzent und Drehbuchautor
- Decroix, Émile (1904–1967), belgischer Radrennfahrer
- Decroix, Eva (* 1982), tschechische Anwältin und PolitikerinEva Decroix (* 1982)

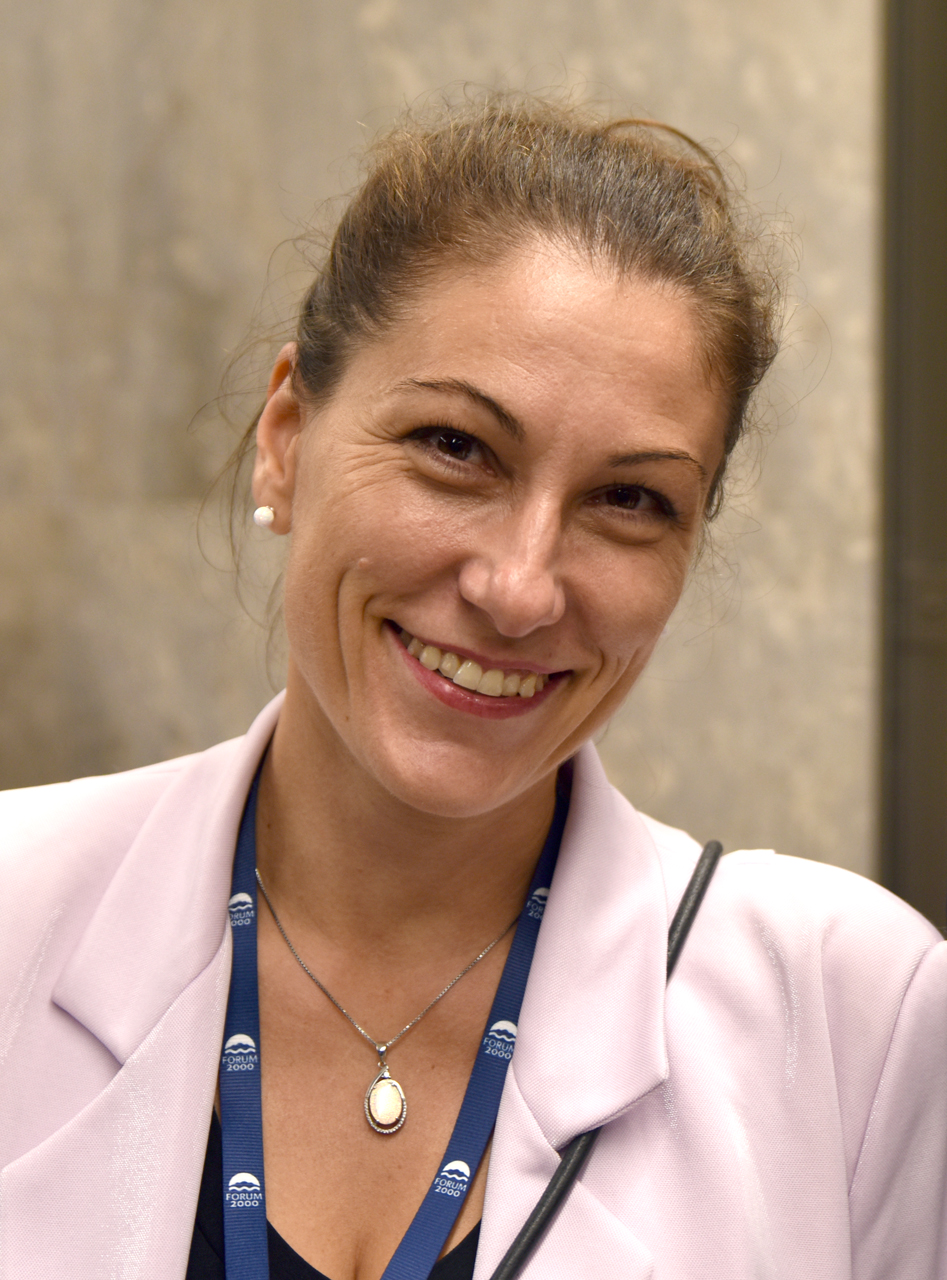
Eva Decroix (* 1982)

- Decroly, Ovide (1871–1932), belgischer Arzt, Psychologe und Reformpädagoge
- Decroux, Étienne (1898–1991), französischer Theater- und Filmschauspieler, gilt als der Vater der modernen Pantomime
- Decroze, Joseph (1880–1914), französischer Kunstturner
- Décroze, Myriam (* 1963), französische Künstlerin in den Bereichen Malerei, Skulptur, Textil

### Decs
- Décsey, Ernst (1870–1941), österreichischer Schriftsteller und Musikkritiker
- Decsi, Tamás (* 1982), ungarischer Säbelfechter

### Dect
- Decter, Midge (1927–2022), US-amerikanische Publizistin und Journalistin

### Decu
- Decugis, Cécile (1930–2017), französische Filmeditorin und Filmregisseurin
- Décugis, Marie (1884–1969), französische Tennisspielerin
- Décugis, Max (1882–1978), französischer Tennisspieler
- DeCuir, John (1918–1991), US-amerikanischer Szenenbildner und Artdirector
- DeCuir, John junior (* 1941), US-amerikanischer Filmarchitekt und Firmenmanager
- Décultot, Élisabeth (* 1968), französische Literaturwissenschaftlerin
- Decurtins, Caspar (1855–1916), Schweizer Politiker und Herausgeber
- Decurtins, Daniela (* 1966), Schweizer Wirtschaftsjournalistin und Verbandsfunktionärin
- Decuyper, Alphonse (* 1877), französischer Wasserballspieler

### Decz
- Déczi, Laco (* 1938), slowakischer Jazzmusiker